# ルイ＝モーリス・ブーテ＝ド＝モンヴェル
ルイ＝モーリス・ブーテ＝ド＝モンヴェル（Louis-Maurice Boutet de Monvel、1850年10月18日 - 1913年3月16日）はフランスの画家、イラストレーターである。挿絵画家として知られる。

## 略歴
オルレアンで生まれた。父親の Benjamin Boutet de Monvel (1820-1898)は物理と化学の教授であったが 、曾祖父は有名な俳優、劇作家のジャック＝マリ・ブーテ＝ド＝モンヴェル（Jacques-Marie Boutet de Monve: 1745–1812、モンヴェルとも）であり、母方の祖父はオペラ歌手、作曲家のアドルフ・ヌリ(Adolphe Nourrit:1802-1839)であり、芸術的な環境の中で育った 。
父親がパリの名門校、リセ・シャルルマーニュの教授となったのでパリで育った。美術学校の入学資格を得た後、肖像画家、版画家のルイ＝アンリ・ド・ルデールのスタジオで1年間学んだ後、1870年にパリのエコール・デ・ボザールに入学し、アレクサンドル・カバネルの教室で学んだ。普仏戦争に出征し、パリに戻った後、私立の美術学校、アカデミー・ジュリアンで学んだ 。1873年からサロン・ド・パリに出展を始めた 。
この頃、自らの暗い色使いから脱却するためにカロリュス＝デュランのもとでも学んだ。1876年に兄弟が暮らしていたアルジェリアに旅し、カビリア地方の強い光の中の風景がスタイルに影響を与えた。しばらくボルジ・ブ・アレリジに滞在しその近郊の風景を描き、その後コンスタンティーヌやチュニジアを旅した。アルジェリアには1878年、1880年にも旅した。1878年にサロン・ド・パリで銅メダル、1880年に銀メダルを受賞した。
1876年に父親の同僚の娘と結婚した。1879年に子供が生まれ、家族の生活のために商業美術の世界に進み、子供向けの書籍や雑誌「St. Nicholas」の挿絵を描いた。イラストレーターとして人気になり、1895年に出版された児童向けの『ジャンヌダルク』の挿絵はその代表作とされる。油絵の分野でも1885年の作品" L’Apothéose de la canaille, ou le triomphe de Robert Macaire"をフランス芸術家協会の展覧会に出展し、審査員の高い評価を得たが、政治的な問題を扱っていたため出展を取り消された。フランス水彩画協会のメンバーとなり、肖像画を出展し、その後肖像画家としても人気を得た。
息子のベルナール・ブーテ＝ド＝モンヴェル(1881-1949)は画家になり、ロジェ・ブーテ＝ド＝モンヴェル(1879-1951)は文筆家になった。

## 作品

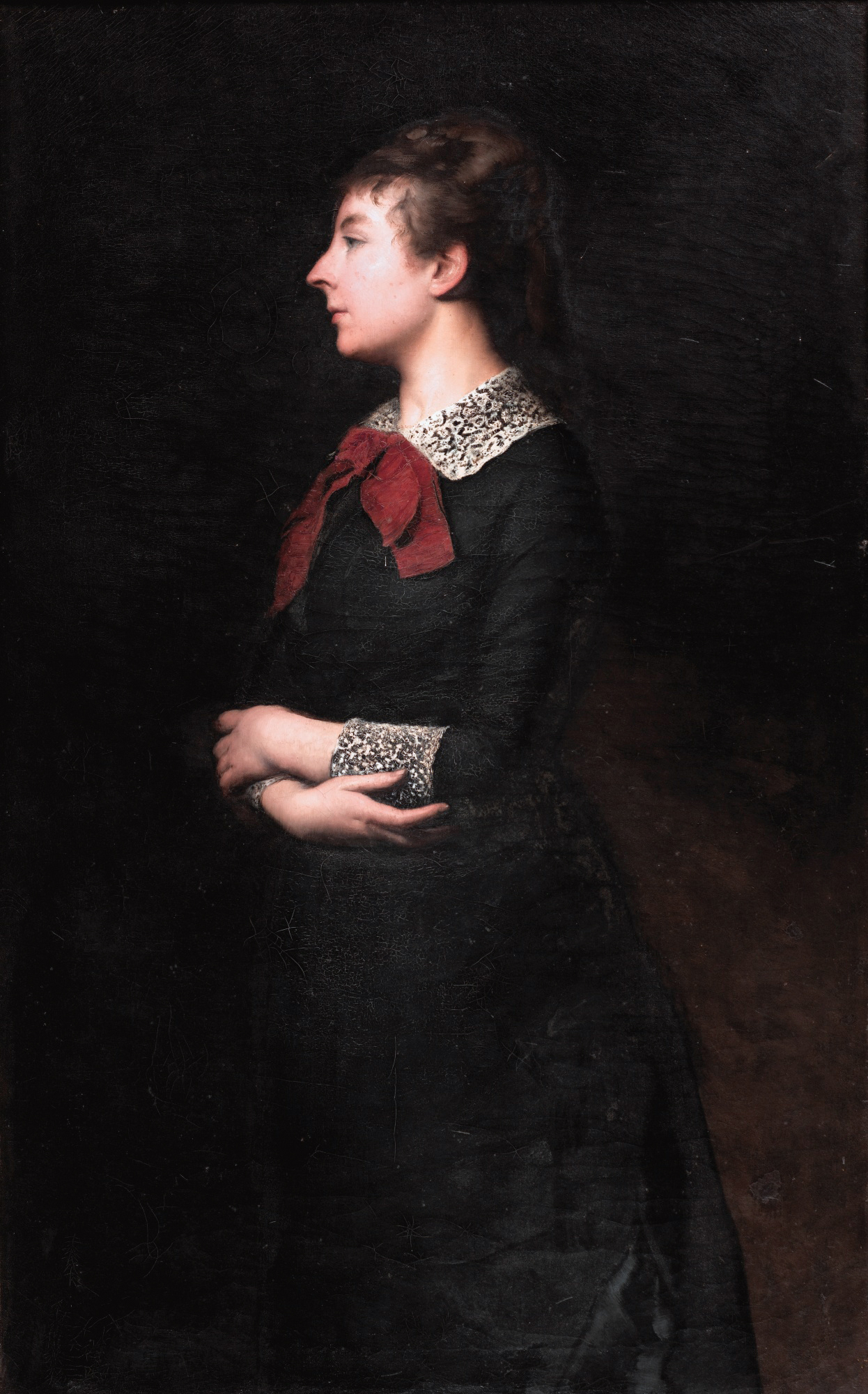
肖像画 (1877/1878)
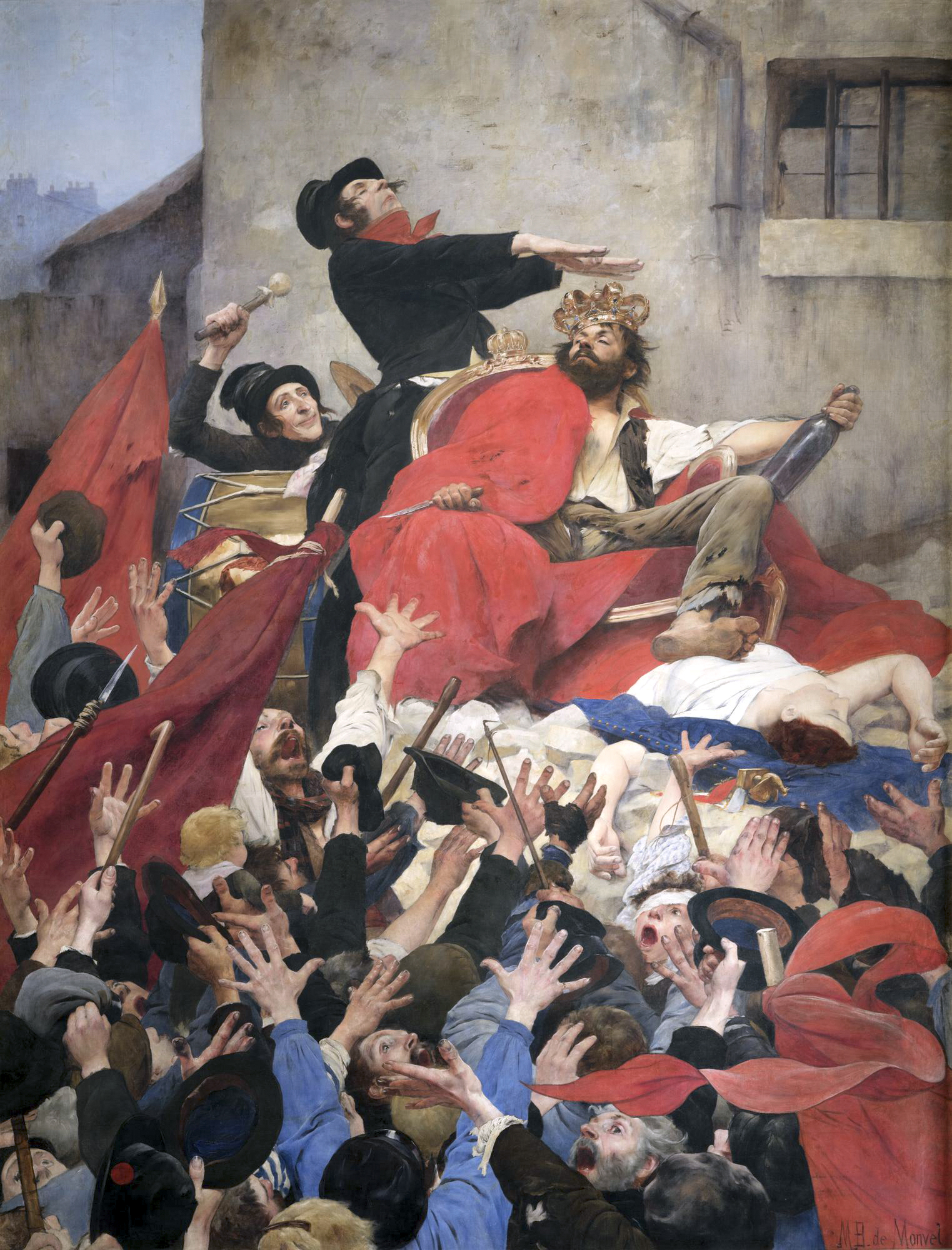
" L’Apothéose de la canaille, ou le triomphe de Robert Macaire" (1885)
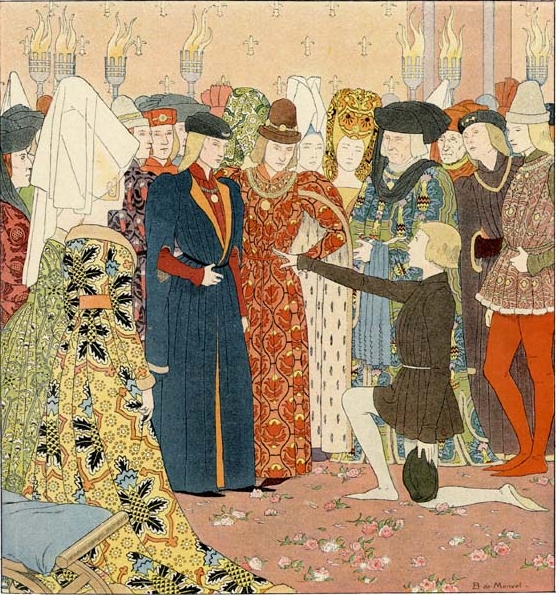
ジャンヌ・ダルク(1896)
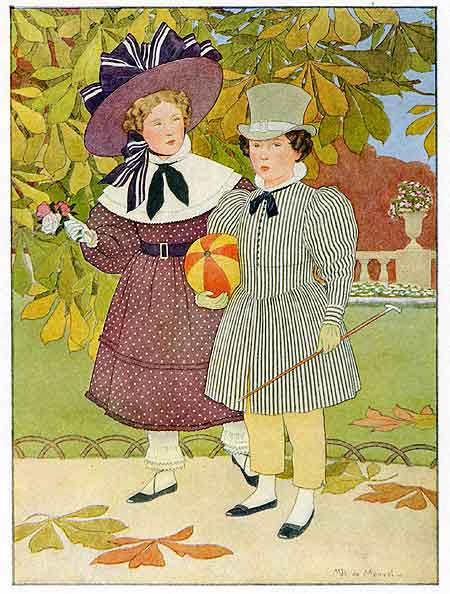
19世紀の子供の服装 (1904)

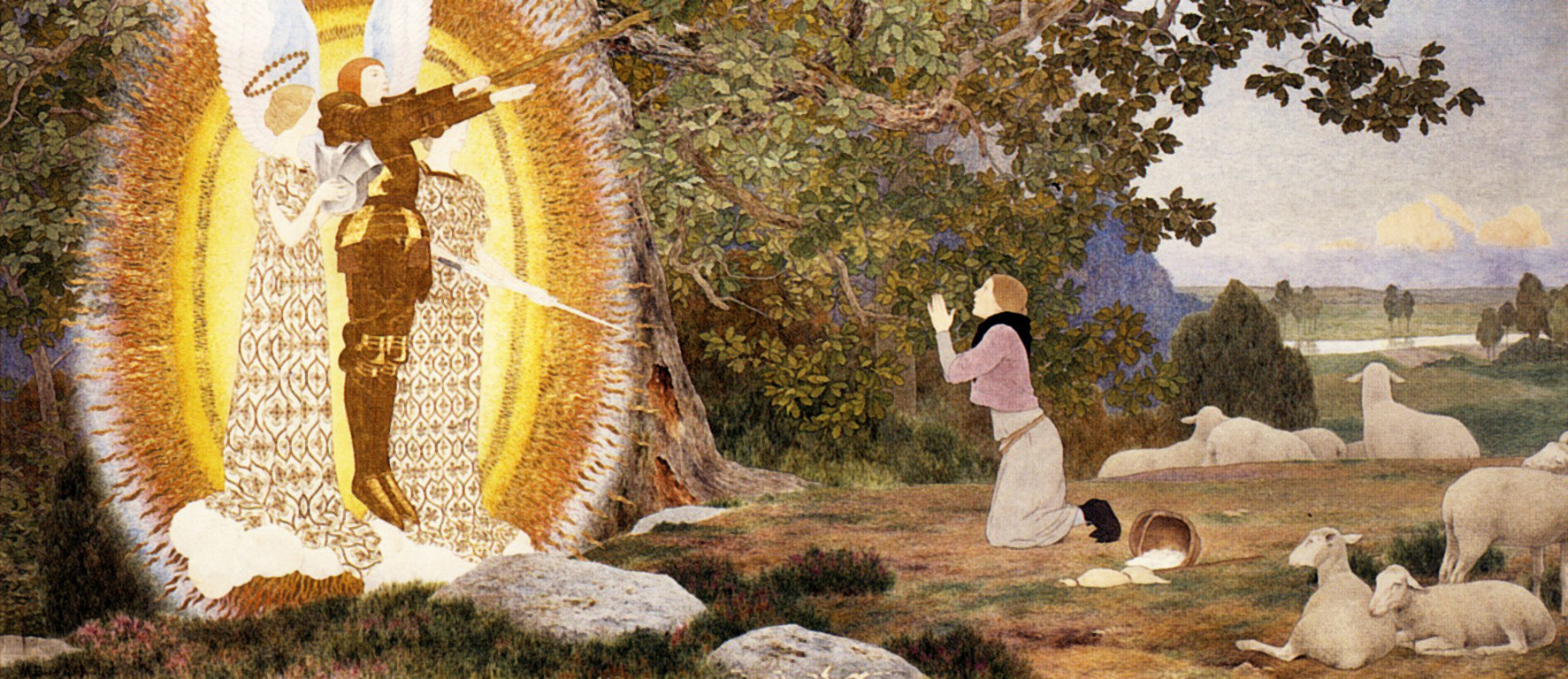
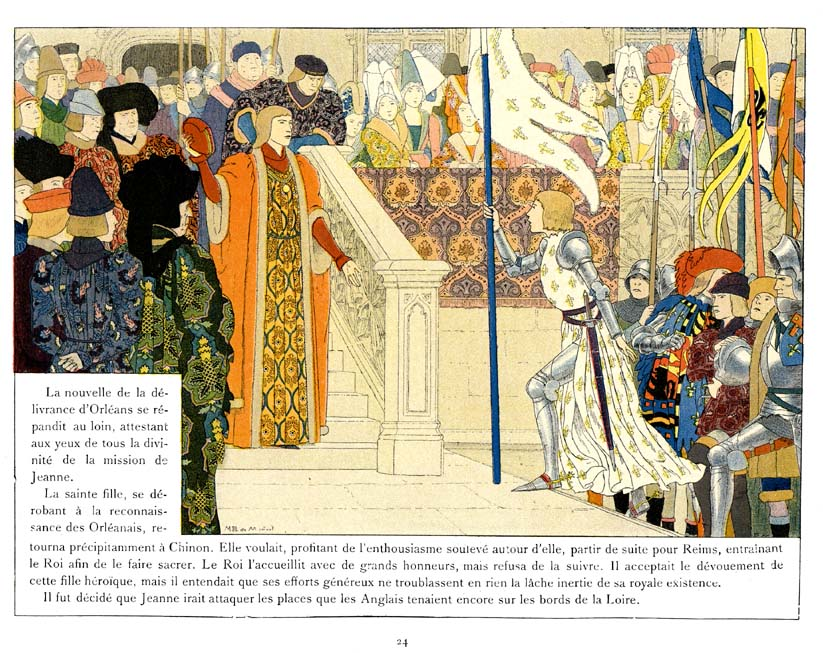

## 関連図書
- Dowdes, William Howe (1900). "Boutet de Monvel." In: Twelve Great Artists. Boston: Little, Brown & Company, pp. 93–101.
- Addade, Stéphane-Jacques. Bernard Boutet de Monvel. Éd. de l'Amateur, 2001. (フランス語)